# 踏實新人生
《踏實新人生》（英語：One Day at a Time）是一部美国网络电视情景喜剧，基于1975年–1984年Norman Lear的同名情景喜剧而创作。是Lear的公司，Act III制作公司与索尼影视电视共同重新构想的拉丁裔家庭原创剧。由Gloria Calderon Kellett和Mike Royce开发，Lear和他的合作伙伴Brent Miller担任执行制片人。 这部剧由賈絲汀娜·馬查多，托德·格林內爾，伊莎貝拉·高梅茲，馬西·魯伊斯，史蒂芬·托波羅斯基和麗塔·莫瑞諾主演。该剧围绕着一个生活在洛杉矶的古巴裔美国人家庭展开，重点讲述家庭中的单身母亲Penelope，她是一名退伍軍人，与PTSD正作斗争，还有她的孩子和她的古巴母亲。剧中涉及了许多问题，例如精神疾患，移民，性別歧視，同性恋恐惧和在美国生活的拉丁裔面临的种族歧视等等。
第一季包括13集，于2017年1月6日发布。2017年3月4日，Netflix宣布续订第二季。2018年1月26日，第二季13集在流媒体首播。2018年3月26日，续订第三季。2018年12月13日，宣布第三季将于2019年2月8日首播。

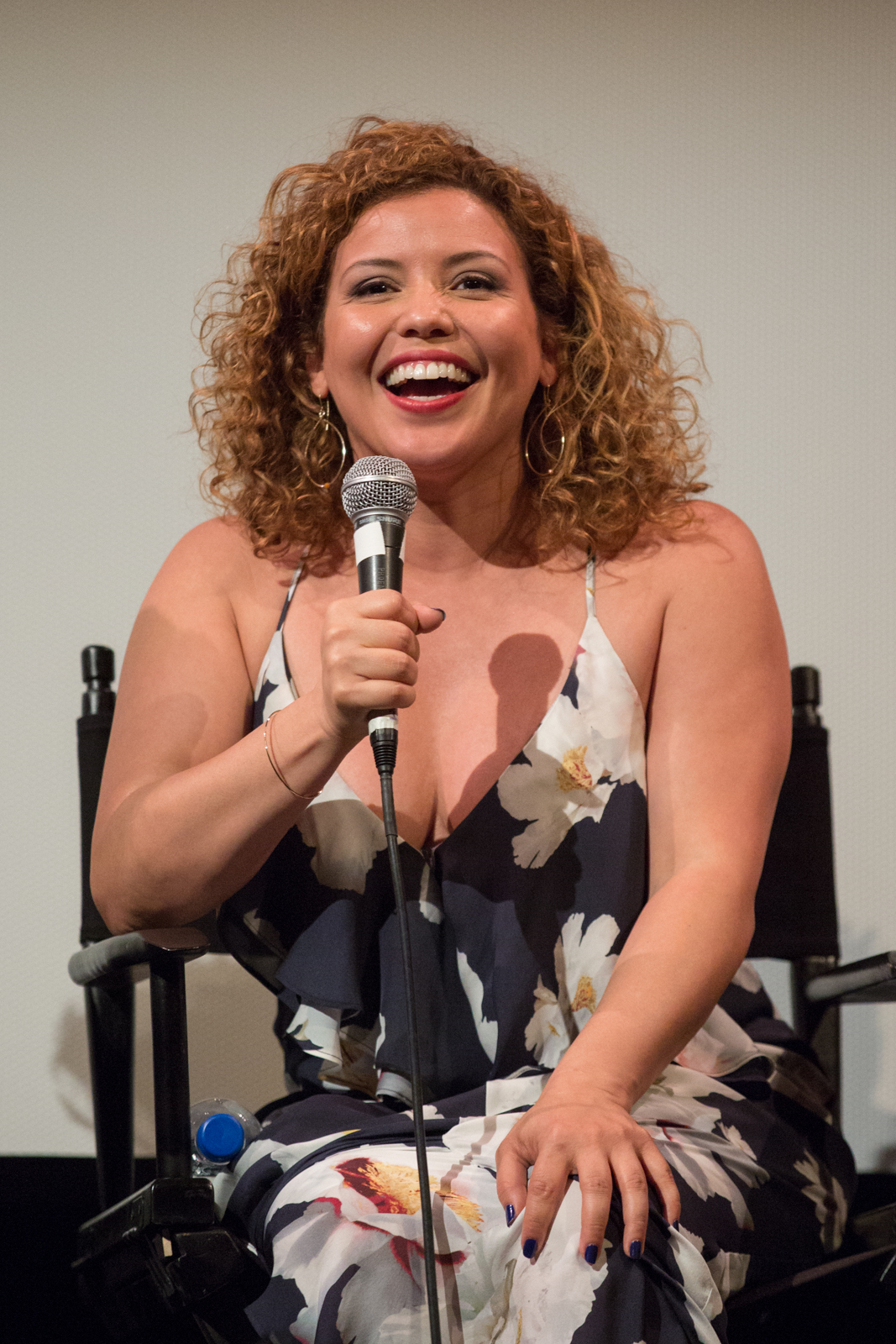
Justina Machado饰演Penelope Alvarez

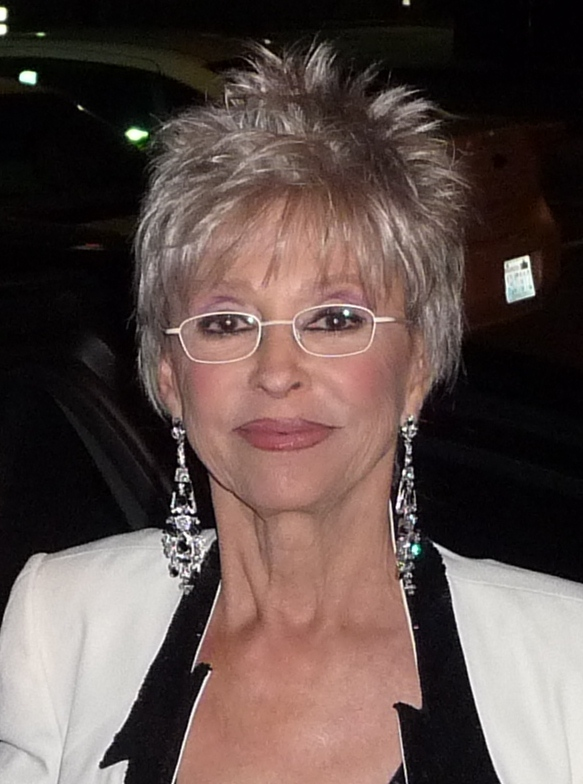
麗塔·莫瑞諾饰演Penelope的妈妈Lydia Riera

该节目一经发布，就受到了好评，评论家和记者赞扬了Justina Machado和Rita Moreno的写作和表演。《踏實新人生》被列为2017年最佳电视节目之一，超过18位评论家将其评为年度十大最佳电视节目之一。该系列获得多项奖项和提名。

## 演员和角色

### 主要角色
- 賈絲汀娜·馬查多（英语：Justina Machado） 饰演 Penelope Riera Alvarez，一个美国陆军护士队（英语：United States Army Nurse Corps）的退伍军人，Alex和Elena的母亲。她现在为Leslie Berkowitz医生工作。
- 托德·格林內爾（英语：Todd Grinnell） 饰演 Dwayne Schneider，有钱的房东。他是这个家庭的密友，也是Penelope最好的朋友。
- 伊莎貝拉·高梅茲（英语：Isabella Gomez） 饰演 Elena Maria Alvarez Riera Calderón Leyte-Vidal Inclán，Penelope的女儿，一个活跃的维权人士，女权主义者，女同性恋。
- 馬西·魯伊斯 饰演 Alejandro "Alex" Alberto Alvarez Riera Calderon Leyte-Vidal Inclán，Penelope的小儿子，学校棒球队的一员。
- 史蒂芬·托波羅斯基（英语：Stephen Tobolowsky） 饰演Leslie Berkowitz医生，Penelope的老板，喜欢Lydia。
- 麗塔·莫瑞諾 饰演 Lydia Margarita del Carmen Inclán Maribona Leyte-Vidal de Riera，一个忠实的古巴人，Penelope的母亲，Elena和Alex的外祖母。卡斯特罗夺取政权后，她逃离了古巴。她是一名舞蹈演员。

### 常设角色
- Fiona Gubelmann（英语：Fiona Gubelmann） 饰演 Lori（第一季）：Penelope的同事。
- Ariela Barer（英语：Ariela Barer） 饰演 Carmen（第一季）：Elena的挚友。
- Froy Gutierrez 饰演 Josh Flores（第一季）
- 埃里克·內寧格 饰演 Scott（第一季至今）：Penelope的同事。
- Haneefah Wood 饰演 Jill Riley（第一季至今）：Penelope的朋友。
- Mackenzie Phillips（英语：Mackenzie Phillips） 饰演 Pam Valentine（第一季至今）：女性退伍军人治疗组的领导人。
- Judy Reyes（英语：Judy Reyes） 饰演 Ramona（第一季至今）：Penelope在治疗组的朋友。
- 托尼·普蘭納 饰演 Berto Riera（第一季至今）：Lydia已故的丈夫。
- James Martínez（英语：James Martinez (actor)） 饰演 Victor Alvarez（第一季至今）：Penelope的前夫。
- Ed Quinn（英语：Ed Quinn） 饰演 Max Ferraro（第二季）：一名退伍军人，EMT和Penelope的前男友[14]
- Sheridan Pierce 饰演 Syd（第二季至今）：Elena的约会对象，自我认为属非二元性别。[15][16]
- Raúl Castillo（英语：Raúl Castillo） 饰演 Mateo（第三季）：Penelope的朋友[17]

### 客串角色
- Cedric Yarbrough（英语：Cedric Yarbrough） 饰演 Jerry
- Jay Hayden（英语：Jay Hayden） 饰演 Ben
- Gabrielle Elyse 饰演 Dani
- Jolie Jenkins 饰演 Nikki
- Ivonne Coll（英语：Ivonne Coll） 饰演 Esme
- Emiliano Díez（英语：Emiliano Díez） 饰演 Padre Jose
- Georgia Engel（英语：Georgia Engel） 饰演 Sister Barbara
- Tim Bagley（英语：Tim Bagley） 饰演 Henry
- Mindy Sterling（英语：Mindy Sterling） 饰演 Delia
- Timm Sharp（英语：Timm Sharp） 饰演 Nurse Wally